# 稜海しました!
『稜海しました！』（りょうかいしました！）は、小笠原海と船津稜雅によるトークライブ、テレビ番組、ラジオ番組。

## 概要
小笠原と船津はメインダンサー＆バックボーカルグループ・超特急のカイ、リョウガとして活動しているが、設定上では『稜海しました！』の2人は超特急のカイ、リョウガとは同姓同名の別人で、超特急の後輩ということになっている。トークライブやテレビ番組に出演するときは、お揃いのジャージを着ている。超特急のファンミーティングやイベントで前説をすることもある。

## トークライブ
| 公演日         | 会場                                               | 公演数 | 備考                     |
| -------------- | -------------------------------------------------- | ------ | ------------------------ |
| 2023年09月17日 | 大阪府 グランフロント大阪 北館4階 ナレッジシアター | 2回    | [ 6 ]                    |
| 10月14日       | 東京都 有楽町朝日ホール                            | 2回    | [ 6 ]                    |
| 2024年02月03日 | 愛知県 今池ガスホール                              | 2回    | [ 2 ]                    |
| 2月12日        | 富山県 高岡市生涯学習センターホール                | 2回    | [ 2 ]                    |
| 2月25日        | 東京都 大手町三井ホール                            | 2回    | [ 2 ]                    |
| 11月17日       | 秋田県 秋田テルサ 多目的ホール                     | 2回    | [ 7 ]                    |
| 11月24日       | 兵庫県 三木市文化会館 小ホール                     | 2回    | [ 7 ]                    |
| 2025年04月23日 | 徳島県 あわぎんホール                              | 1回    | ゲスト：ユーキ（超特急） |
| 4月24日        | 香川県 サンポートホール高松 第1小ホール            | 2回    | [ 8 ]                    |

## テレビ番組

### スペースシャワーTV
『稜海しました！ in スペシャ』（りょうかいしました！ イン スペシャ）のタイトルで、2024年8月6日から10月22日まで月2回火曜0時 - 0時15分にスペースシャワーTVで放送された。
また、同年11月4日から18日まで毎週月曜22時 - 23時に、未公開シーンを含むレギュラー放送のディレクターズカット版が放送され、以降も不定期に特番が22時 - 23時に放送されている。
| 各話 | 放送日時       | 備考                                                                                         |
| ---- | -------------- | -------------------------------------------------------------------------------------------- |
| #1   | 2024年08月06日 | [ 3 ]                                                                                        |
| #2   | 8月20日        | [ 3 ]                                                                                        |
| #3   | 9月03日        | ゲスト：タカシ（超特急）                                                                     |
| #4   | 9月24日        | ゲスト：ユーキ、マサヒロ（超特急）                                                           |
| #5   | 10月08日       | [ 13 ]                                                                                       |
| #6   | 10月22日       | [ 14 ]                                                                                       |
| －   | 11月04日       | ディレクターズカット版 #1                                                                    |
| －   | 11月11日       | ディレクターズカット版 #2                                                                    |
| －   | 11月18日       | ディレクターズカット版 #3                                                                    |
| #7   | 2025年01月21日 | [ 10 ]                                                                                       |
| #8   | 2月24日        | 副題は「公開収録やってみました！」 収録は2025年2月1日に東京都 よみうり大手町ホールで行われた |

### フジテレビTWO ドラマ・アニメ
2025年1月19日 17時49分から18時に、フジテレビTWO ドラマ・アニメで『超特急トレタリ200回記念！ 前説稜海しました！』が放送された。2024年に東京都の豊洲PITで開催された『超特急トレタリ200回記念！ 8号車とのお祝い足りてますか？』での、『稜海しました！』の2人の前説の模様をまとめた。

## ラジオ番組
『稜海しました！ 超特急QR』（りょうかいしました！ ちょうとっきゅーあーる）のタイトルで、文化放送で2024年10月3日から2025年3月27日まで、毎週木曜19時から19時30分に放送された。同年4月1日からは、毎週火曜（月曜深夜）1時半から2時に放送されている。
毎週放送終了後に、文化放送の総合配信プラットフォーム・QloveRでアーカイブと映像付きアフタートークが配信される。リスナーは「却下くん」「却下ちゃん」と呼ばれる。